# Блаз, Анита
Анита Блаз (фр. Anita Blaze, род. 29 октября 1991, Лез-Абим, Гваделупа) — французская фехтовальщица-рапиристка, призёр чемпионатов мира и Европы. Серебряный призёр Олимпийских игр 2020 в Токио.

## Биография
Родилась в 1991 году в Абиме (округ Пуэнт-а-Питр департамента Гваделупа). Фехтованием занялась с 4 лет, быстро продемонстрировала выдающиеся способности, и была отобрана в Центр для перспективных спортсменов в метрополии.
В 2012 году стала серебряным призёром чемпионата Европы, а на Олимпийских играх в Лондоне заняла 4-е место в командном первенстве. В 2013 году завоевала серебряные медали чемпионатов мира и Европы. В 2015 году стала бронзовым призёром чемпионатов мира и Европы.
В 2019 году француженка стала вице-чемпионкой Европы в командной рапире.